# 切爾尼戈夫州
切爾尼戈夫州，又按烏克蘭語名譯切尔尼希夫州（羅馬化：Chernihivska oblast），是烏克蘭北部的一個州，北鄰俄羅斯及白俄羅斯。面積31,865平方公里，人口1,156,609（2006年）。州府为切爾尼戈夫。

## 行政区划
2020年7月18日乌克兰行政区划改革后，切尔尼希夫州划分为5个区，每个区再划分为若干市镇。五个区为：
- 切爾尼希夫區
- 科留基夫卡区
- 尼任區
- 诺夫霍罗德-锡韦尔斯基区
- 普里盧基區

2020年7月前，切尔尼戈夫州划分为22个区和4个州辖市。

## 參看
- 切爾尼戈夫省